# Economía del reino de Mysore
La economía del reino de Mysore obtuvo el pico del poder económico bajo Hyder Ali y sultán Tipu en la era post-mogol de mediados y finales del siglo XVIII. Se embarcaron en un ambicioso programa de desarrollo económico, con el objetivo de aumentar la riqueza y los ingresos de Mysore. Bajo su reinado, Mysore superó a Subah de Bengala como potencia económica dominante de la India, con una agricultura y una fabricación textil altamente productivas.
El reino de Mysore (canarés: ಮೈಸೂರು ಸಾಮ್ರಾಜ್ಯ ) (1399 - 1947 EC) fue un reino de la India del Sur fundado en 1399 por Yaduraya en la región de la moderna ciudad de Mysore, en el estado de Karnataka. La dinastía Wodeyar gobernó la región sur de Karnataka hasta la independencia de la India en 1947, cuando el reino se fusionó con la Unión de la India.
Bajo el sultán Tipu, Mysore tenía los salarios reales y el nivel de vida más altos de la India a finales del siglo XVIII, y era comparable a Gran Bretaña, que a su vez tenía el nivel de vida más alto de Europa. Se estima que el ingreso medio per cápita de Mysore era cinco veces mayor que el nivel de subsistencia.

## Primeros tiempos
La economía del reino se basaba en la agricultura, debido a que la mayoría de sus habitantes eran aldeanos. La propiedad de la tierra se consideraba un prestigio y la gente de todos los oficios tenía como objetivo poseer un trozo de tierra, tanto si estaban directamente involucrados en el cultivo como si no. La población agraria consistía en terratenientes  
grandes y pequeños que cultivaron la tierra empleando un número de trabajadores sin tierra. Los pagos por los servicios eran en especie, normalmente grano, e incluso los cultivadores menores estaban dispuestos a contratarse como obreros si se presentaba la necesidad. Fue debido a la disponibilidad de estos trabajadores sin tierra que los reyes y terratenientes pudieron ejecutar grandes proyectos como palacios, templos, mezquitas y depósitos o almacenes. Debido a que la tierra era abundante y la población relativamente escasa, no se cobraba ninguna renta por la propiedad de la tierra. En su lugar, los propietarios pagaban impuestos por el cultivo, que normalmente ascendían a la mitad de todo el producto que se cosechaba.

## Sultán Tipu

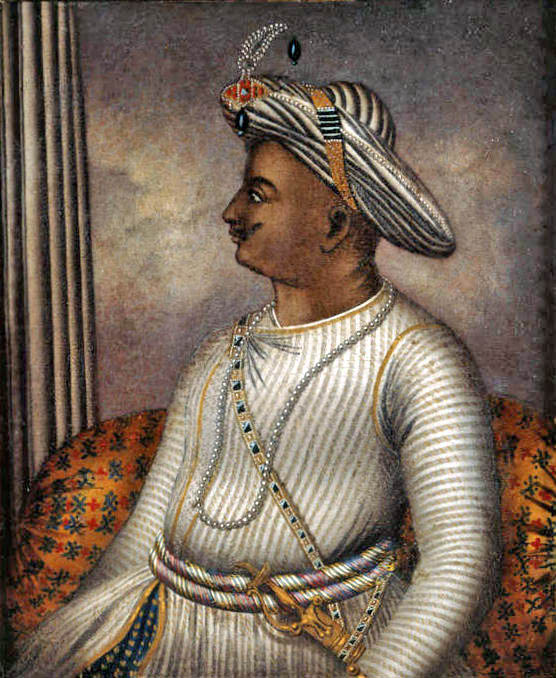
Retrato del sultán Tipu, 1792.

Sultán Tipu, que gobernó Mysore de 1782 a 1799, se le atribuye la fundación de los depósitos comerciales del estado en varios lugares de su reino. Además, fundó almacenes en lugares extranjeros como Karachi, Jeddah y Muscat, donde se podían vender los productos de Mysore. Es a favor de Tipu que la tecnología francesa se utilizó por primera vez en la carpintería y la ferrería. Además, durante el gobierno de Tipu se utilizó la tecnología china para la producción de azúcar, mientras que la tecnología de Bengala contribuyó a mejorar la industria de la sericultura. Se establecieron fábricas estatales en Kanakapura y Taramandelpeth para la producción de cañones y pólvora respectivamente. El estado monopolizó la producción de productos esenciales como azúcar, sal, hierro, pimienta, cardamomo, nuez de betel, tabaco y sándalo, así como la extracción de aceite de incienso de sándalo y la extracción de plata, oro y piedras preciosas. El sándalo se exportaba a China y a los países del Golfo Pérsico y la sericultura se desarrollaba en veintiún centros del reino.
Existía un vínculo entre los terratenientes y sus trabajadores que se llamaba panial. En este sistema, cuando el trabajo dejaba de existir en una tierra, los trabajadores eran libres de encontrar empleo en otro lugar, pero estaban obligados a volver siempre que el propietario lo requiriera. Esto tenía un beneficio mutuo en el sentido de que aseguraba un empleo regular a los sin tierra y evitaba que se murieran de hambre. Sin embargo, no se exigía a los terratenientes que aumentaran las tasas de trabajo durante las épocas en que había demanda de mano de obra. En su lugar, juiciosamente daban préstamos y regalos al trabajador durante los momentos de necesidad, como matrimonios y otras ceremonias familiares. Estos préstamos vinculaban al trabajador a la finca, que no tenía que pagar intereses por el préstamo. En su lugar, el trabajador debía devolver la cantidad principal solamente si deseaba liberarse permanentemente de su vínculo con el propietario y buscar un empleo en otro lugar.

## Industria de la seda

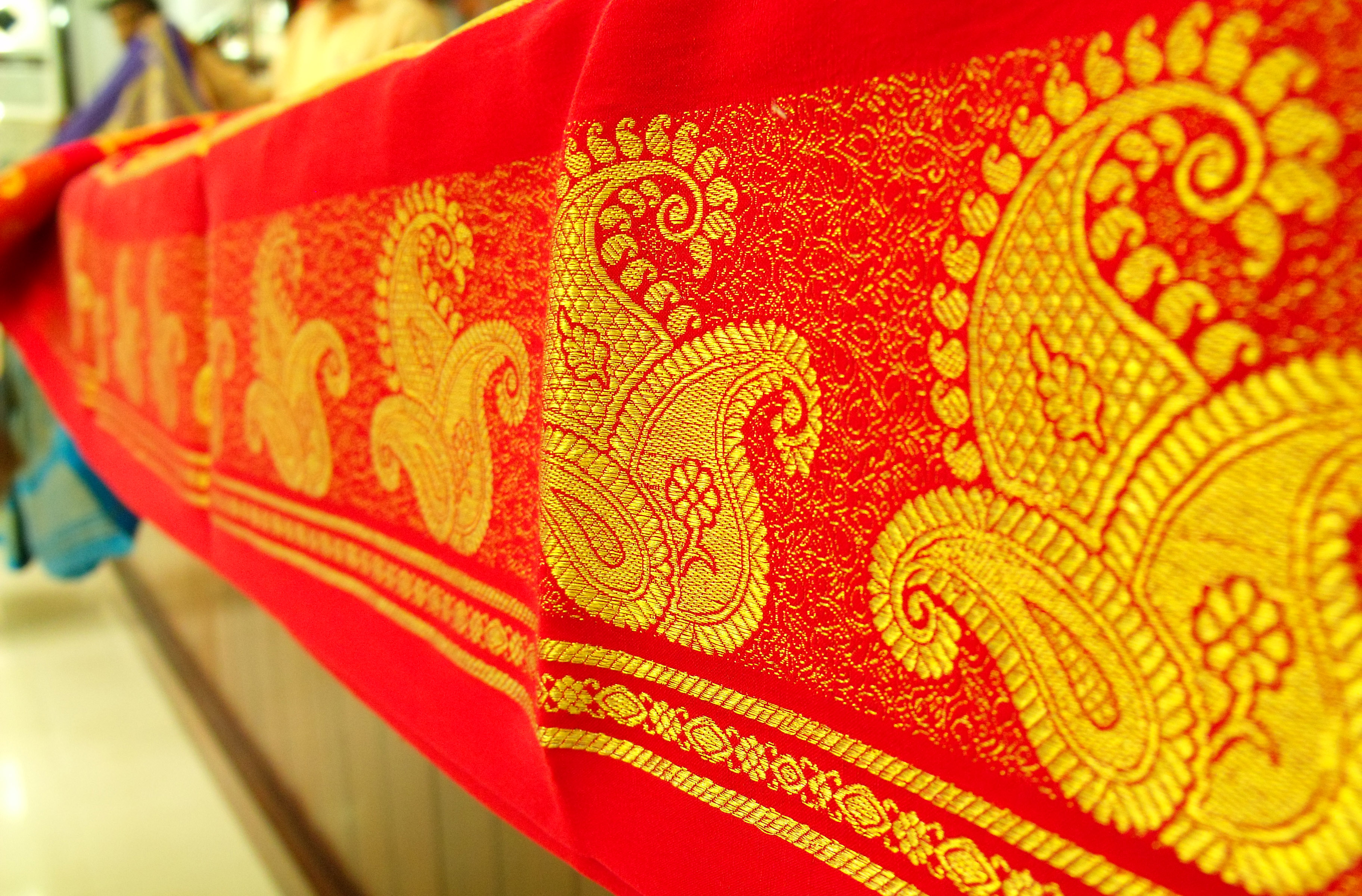
Sari de seda de Mysore con hilo de oro.

La industria de la seda de Mysore se inició durante el reinado de Sultán Tipu. Más tarde fue golpeada por una depresión global, y la competencia de la seda y el rayón importados. En la segunda mitad del siglo XX, revivió y el estado de Mysore se convirtió en el principal productor de seda multivoltina de la India.

## Dominio británico
Este sistema cambió bajo los británicos, cuando el pago de los impuestos se hacía en efectivo y se utilizaba para el mantenimiento del ejército, la policía y otros establecimientos civiles y públicos. Una parte del impuesto se transfirió a Inglaterra y se denominó «tributo indio». Descontentos con la pérdida de su sistema tradicional de ingresos y con los problemas a los que se enfrentaban, los campesinos se rebelaron en muchas partes del sur de la India. La construcción de anicuts (presa filtrante) y tanques ayudó a aliviar los problemas en algunas zonas de la península, aunque hubo variaciones en las condiciones de vida en las diferentes regiones.
Después de 1800, las reformas agrarias de Cornwallis entraron en juego. Reade, Munro, Graham y Thackeray fueron algunos de los administradores que mejoraron las condiciones económicas de las masas. Sin embargo, la industria textil de hilado doméstico sufrió durante el dominio británico, debido a que las fábricas de Manchester, Liverpool y Escocia fueron más que un complemento de la industria tradicional de tejido a mano, especialmente el hilado y el tejido. Únicamente los tejedores que producían la tela más fina no fabricada por máquinas sobrevivieron a la economía cambiante. Incluso aquí, el cambio en los hábitos de vestir de la gente, que se adaptó a la ropa inglesa, tuvo un impacto adverso. Solamente las masas agrícolas y rurales, con su necesidad de telas gruesas, sostuvieron la industria doméstica de baja calidad. Además, las políticas económicas británicas crearon una estructura de clases que consistía en una nueva clase media. Esta clase consistía en cuatro grupos ocupacionales; la clase comercial y mercantil compuesta por agentes, corredores, comerciantes; los terratenientes creados bajo el sistema zamindar y el sistema Janmi de tenencia de la tierra; los prestamistas de dinero; y los abogados de cuello blanco, maestros, funcionarios públicos, médicos, periodistas y banqueros. Sin embargo, debido a una jerarquía de castas más flexible, esta clase media consistía en una mezcla más heterogénea de personas de diferentes castas.
El siglo XIX trajo consigo el llamado «movimiento de clases atrasadas», resultado directo de la hegemonía en el empleo —en el sector educativo y gubernamental— por parte de los pocos ricos y la pérdida de puestos de trabajo en toda la India del Sur debido a la Revolución Industrial en Inglaterra. Este movimiento fue anunciado primero por los  lingayats y luego por los vokkaligas y los kurubas. La revolución económica en Inglaterra y las políticas arancelarias de los británicos causaron una  desindustrialización masiva en la India, especialmente en el sector textil. Por ejemplo, se sabe que Bangalore tuvo una floreciente industria textil antes de 1800 y que el negocio de tejido de sacos de yute había sido un monopolio del pueblo Ganiga, un estado de cosas que cambió 
significativamente cuando los británicos comenzaron a gobernar la zona. La importación de un sustituto químico del salitre (nitrato de potasio) afectó a la comunidad de Uppara, los fabricantes tradicionales de salitre para su uso en pólvora. La importación de queroseno afectó a la comunidad Ganiga que suministraba los aceites. Las industrias extranjeras de esmaltes y vajilla afectaron al negocio de la alfarería nativa y las mantas fabricadas en los molinos sustituyeron al kambli hecho en el país. Esta repercusión económica llevó a la formación de organizaciones de bienestar social de base comunitaria como la Lingayat Vidyavardhakara Sangha en Dharwad en 1883, la Vokkaligara Sanga en Bangalore en 1906 y la Praja Mitra Mandali en Mysore en 1917. El objetivo de estas organizaciones era ayudar a los miembros de la comunidad a afrontar mejor una nueva situación económica. Surgieron albergues juveniles comunitarios para ayudar a los estudiantes que buscaban educación y refugio.